# Terrence Howard
Terrence Howard (Chicago, Illinois, 11 de març de 1969) és un actor, cantant i productor estatunidenc.

## Biografia
Terrence Howard troba la seva vocació d'artista passant molt de temps amb la seva àvia: l'actriu de teatre Minnie Gentry. Als 15 anys, apareix per primera vegada a la televisió en la cèlebre sèrie Cosby Show, després ràpidament en sèries policíaques com New York Police Blues o New York District (1990), i a nombrosos telefilms sobretot en King Of The World en el qual interpreta el jove Cassius Clay, o també a The Jackson Five: An American Dream.
Terrence Howard apareix per primera vegada en el cinema a Who's the man ? de Ted Demme el 1993, però no entra veritablement a la pantalla gran fins dos anys més tard interpretant La simfonia del professor Holland (1995) amb Richard Dreyfuss. Enllaça llavors pel·lícules tan diverses com Dead presidents (1995) amb Chris Tucker, Mirada d'angel (2001) amb Jennifer Lopez, Big Mamma (2000) amb Martin Lawrence, Hart's War (2001) amb Bruce Willis o inclús Biker Boyz (2003) amb Laurence Fishburne. El 2004, destaca en el drama Collision de Paul Haggis, amb Sandra Bullock i Don Cheadle, que rep el premi al millor conjunt d'actors als Screen Actors Guild Awards 2006.
Músic i lletrista reconegut, Terrence Howard és nominat pel Screen Actors Guild Award pel paper de Gossie McKee a Ray el 2005, després per l'Oscar al millor actor el 2006 pel seu paper en el drama Hustle & Flow  de Craig Brewer. El mateix any, comparteix el cartell del telefilm Their eyes were watching amb Halle Berry.

## Filmografia

### Actor
| Any  | Pel·lícula                                             | Paper                   | Notes                                                                              |
| ---- | ------------------------------------------------------ | ----------------------- | ---------------------------------------------------------------------------------- |
| 1992 | The Jacksons: An American Dream                        | Jackie Jackson adult    |                                                                                    |
| 1993 | Who's the Man?                                         | Client                  |                                                                                    |
| 1995 | LottoLand                                              | Warren                  |                                                                                    |
| 1995 | Dead Presidents                                        | Cowboy                  |                                                                                    |
| 1995 | La simfonia del professor Holland (Mr. Holland's Opus) | Louis Russ              |                                                                                    |
| 1996 | Sunset Park                                            | Home de l'espai         |                                                                                    |
| 1996 | Johns                                                  | Jimmy the Warlock       |                                                                                    |
| 1997 | Double Tap                                             | Ulysses                 |                                                                                    |
| 1998 | Butter                                                 | Dexter Banks            |                                                                                    |
| 1998 | Spark                                                  | Byron                   |                                                                                    |
| 1998 | The Players Club                                       | K.C.                    |                                                                                    |
| 1999 | Valerie Flake                                          | Hitchhiker              |                                                                                    |
| 1999 | Best Laid Plans                                        | Jimmy                   |                                                                                    |
| 1999 | The Best Man                                           | Quentin                 |                                                                                    |
| 2000 | Big Momma's House                                      | Lester Vesco            |                                                                                    |
| 2000 | Love Beat the Hell Outta Me                            | Chris                   |                                                                                    |
| 2001 | Investigating Sex                                      | Lorenz                  |                                                                                    |
| 2001 | Mirada d'àngel (Angel Eyes)                            | Robby                   |                                                                                    |
| 2001 | Glitter                                                | Timothy Walker          |                                                                                    |
| 2002 | La guerra de Hart (Hart's War)                         | Tinent Lincoln A. Scott |                                                                                    |
| 2003 | Love Chronicles                                        | T-Roy                   |                                                                                    |
| 2003 | Biker Boyz                                             | Chu Chu                 |                                                                                    |
| 2004 | Crash                                                  | Cameron Thayer          |                                                                                    |
| 2004 | Ray                                                    | Gossie McKee            |                                                                                    |
| 2005 | The Salon                                              | Patrick                 |                                                                                    |
| 2005 | Hustle & Flow                                          | Djay                    | Nominació − Oscar al millor actor Nominació − Globus d'Or al millor actor dramàtic |
| 2005 | Four Brothers                                          | Tinent Green            |                                                                                    |
| 2005 | Animal                                                 | Darius Allen            |                                                                                    |
| 2005 | Get Rich or Die Tryin'                                 | Bama                    |                                                                                    |
| 2006 | Idlewild                                               | Trumpy                  |                                                                                    |
| 2007 | Pride                                                  | Jim Ellis               |                                                                                    |
| 2007 | The Hunting Party                                      | Duck (periodista)       |                                                                                    |
| 2007 | The Brave One                                          | Detectiu Mercer         |                                                                                    |
| 2007 | August Rush                                            | Richard Jeffries        |                                                                                    |
| 2007 | Awake                                                  | Dr. Jack Harper         |                                                                                    |
| 2007 | The Perfect Holiday                                    | Mr. Bah Humbug          |                                                                                    |
| 2008 | Iron Man                                               | James Rhodes            |                                                                                    |
| 2009 | Punys d'asfalt                                         | Harvey Boarden          |                                                                                    |
| 2009 | The Princess and the Frog                              | James                   | veu                                                                                |
| 2011 | Little Murder                                          | Drag Hammerman          |                                                                                    |
| 2011 | The Ledge                                              | Detectiu Hollis Lucetti |                                                                                    |
| 2011 | Winnie                                                 | Nelson Mandela          |                                                                                    |
| 2012 | Red Tails                                              | Coronel A.J. Bullard    |                                                                                    |
| 2012 | The Company You Keep                                   | Agent FBI Cornelius     |                                                                                    |
| 2013 | Dead Man Down                                          | Alphonse                |                                                                                    |
| 2013 | House of Bodies                                        | Starks                  |                                                                                    |
| 2013 | El majordom                                            | Howard                  |                                                                                    |
| 2013 | Prisoners                                              | Franklin Birch          |                                                                                    |
| 2013 | The Best Man Holiday                                   | Quentin                 |                                                                                    |
| 2013 | In the Woods                                           |                         |                                                                                    |
| 2014 | Sabotage                                               | Julius "Sugar" Edmonds  |                                                                                    |
| 2014 | Lullaby                                                | Dr. Crier               |                                                                                    |
| 2014 | St. Vincent                                            | Zucko                   |                                                                                    |

### Televisió
| Any       | Pel·lícula                      | Paper                     |
| --------- | ------------------------------- | ------------------------- |
| 1992      | The Jacksons: An American Dream | Jackie                    |
| 1993      | Tall Hopes                      | Chester Harris            |
| 1995      | The O.J. Simpson Story          | Jove A.C                  |
| 1996−1998 | Sparks                          | Greg Sparks               |
| 2000      | King of the World               | Cassius Clay              |
| 2001      | Boycott                         | Ralph Abernathy           |
| 2003      | Street Time                     | Lucius Mosley             |
| 2005      | Lackawanna Blues                | Bill Crosby               |
| 2005      | Their Eyes Were Watching God    | Amos Hicks                |
| 2010−2011 | Law & Order: Los Angeles        | Diputat D.A. Jonah Dekker |
| 2015-     | Wayward Pines                   | Xèrif Pope                |
| 2015-     | Empire (sèrie de televisió)     | Lucious Lyon              |

### Productor
- 2000: Love Beat the Hell Outta Me